# Winning Days
Winning Days to album zespołu The Vines wydany w 2004 roku.

## Spis utworów
1. „Ride” – 2:36
2. „Animal Machine” – 3:28
3. „TV Pro” – 3:45
4. „Autumn Shade II” – 3:14
5. „Evil Town” – 3:06
6. „Winning Days” – 3:33
7. „She's Got Something to Say to Me” – 2:32
8. „Rainfall” – 3:21
9. „Amnesia” – 4:39
10. „Sun Child” – 4:33
11. „F.T.W.” – 3:41

### Single
- „Ride”
- „Winning Days” (UK i Australia)